# Afternoon tea

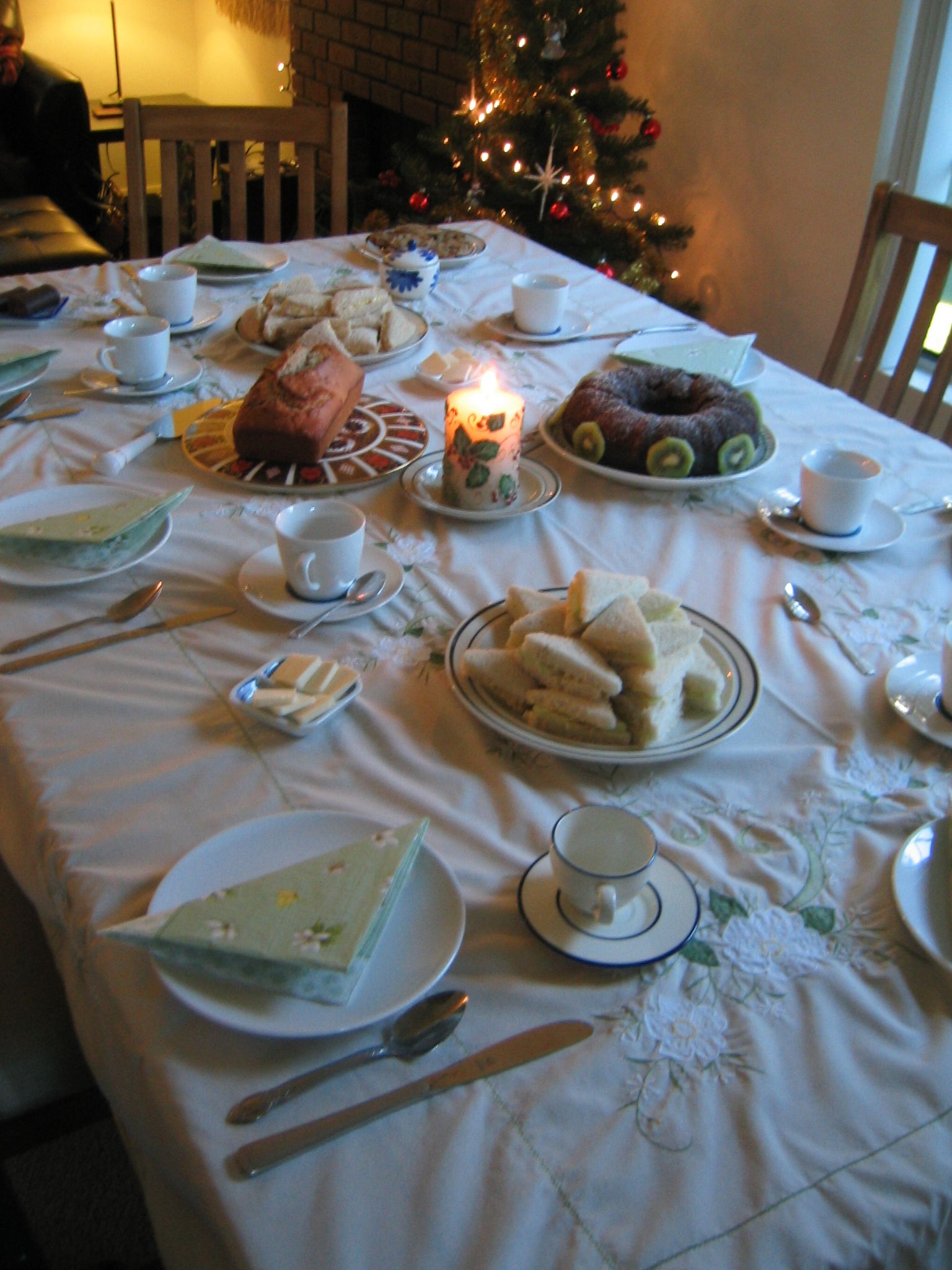
Afternoon tea

Tea

Afternoon tea (Nederlandse spelling: afternoontea) is een lichte maaltijd die in Engeland tussen 16.00 en 17.00 uur wordt gegeten. Deze vorm heeft in Nederland de naam high tea gekregen, terwijl bij de lagere klasse in Engeland de 'high tea' juist de avondmaaltijd is.

## Oorsprong
Volgens een overlevering kreeg Anna, de 7e hertogin van Bedford, rond 1840 tegen 16.00 uur telkens honger en kon, of wilde, zij niet wachten tot haar avondmaaltijd. Er werd een lichte maaltijd voor haar bereid met verschillende theesoorten erbij die de naam tea kreeg. Het idee sloeg zo goed aan dat Engelsen om 16.00 uur thee begonnen te drinken. Deze traditie bestaat nog steeds. De Engelse thee is niet alleen een drank, maar een lichte maaltijd met een selectie kleine gerechtjes.

## Gebruiken
In het Verenigd Koninkrijk wordt de aangeklede thee een cream tea of tea genoemd. Men serveert daarbij zoete en hartige gerechten. Traditioneel zijn:
- Cucumber sandwiches, zeer dun gesneden wittebrood met dito komkommer
- Sandwiches met dun gesneden zalm
- Sandwiches met waterkers, peper en citroensap
- Vispastei
- Ham
- Eieren
- Scones, een zoet pasteideeg, met clotted cream, fruitcurd en jam
- Victoria sponge
- Battenberg cake
- fruit cake
- Dundee cake
- plaatselijke delicatessen
- koekjes

Om ruimte te sparen, is het gebruikelijk om de etenswaren op een étagère te serveren. Alleen in de meest exclusieve restaurants wordt men vervolgens ook aan tafel bediend.
Grote hotels in Londen, zoals Claridges en het Savoy, zijn vermaard om hun "tea" of "cream tea". "Cream tea" is een vorm van afternoon tea. Ook in de warenhuizen, met name Fortnum and Mason, serveert men uitgebreide teas. Hotels in Engeland hebben voor de verwende gast nu ook de champagne cream tea geïntroduceerd.

## Nederland
In Nederland zijn het eerst een paar gerenommeerde hotels geweest, zoals het Hotel des Indes in Den Haag en het Amstel Hotel in Amsterdam, waar men kon reserveren voor een "high tea". Daarna hebben de musea het ontdekt om er bezoekers mee te trekken die voor enige extra omzet van de restaurants konden zorgen. Zo kan men nu voor afternoon teas reserveren in De Mesdag Collectie in Den Haag, het Tassenmuseum en het Bijbels Museum in Amsterdam en het Westfries Museum in Hoorn. Op Paleis Het Loo kan men reserveren voor een "koninklijke high tea". Een "high tea" kan ook thuis worden genuttigd. Hierbij worden de hapjes vaak als een buffet op tafel gezet en kunnen de mensen pakken wat ze willen. Ook de thee wordt hier dan vaak bij gezet, zodat de mensen deze zelf kunnen inschenken.